# کاکتوس‌های بزرگ‌ساقه
کاکتوس‌های بزرگ‌ساقه (نام علمی: Weberbauerocereus) نام یک سرده از تبار مودارتباران است.